# Neustadt (Hessen)

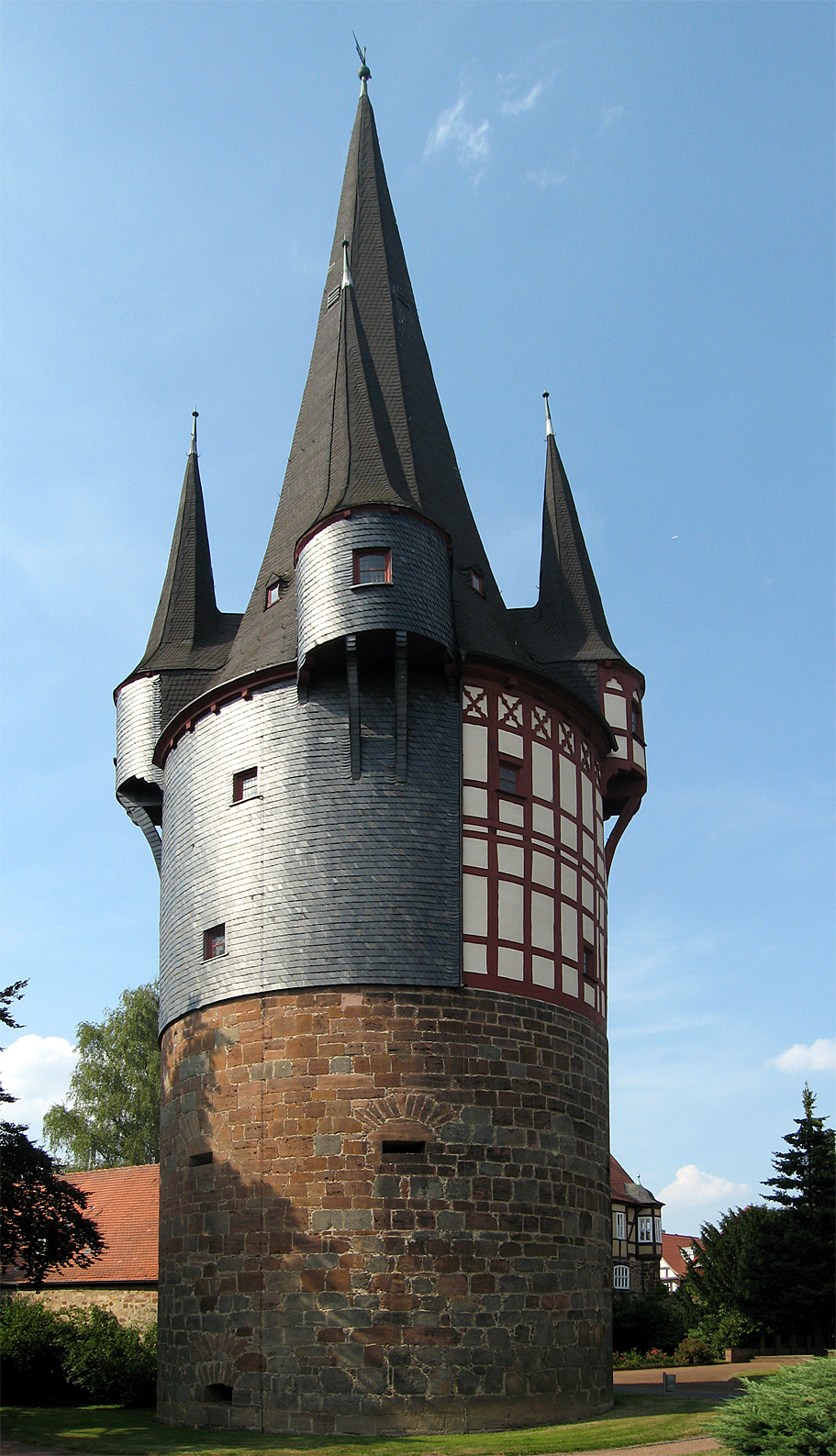
Der Junker-Hansen-Turm, das Wahrzeichen der Stadt

Neustadt (Hessen) ist eine Kleinstadt im mittelhessischen Landkreis Marburg-Biedenkopf.

## Geografie

### Geografische Lage
Neustadt (Hessen) liegt im mittelhessischen Bergland im äußersten Osten des Landkreises Marburg-Biedenkopf. Der Neustädter Sattel gehört zur Oberhessischen Schwelle und ist ein Teil der Rhein-Weser-Wasserscheide. Neustadt liegt am Schwalm-Nebenfluss Wiera und somit – als einzige Gemeinde des Landkreises Marburg-Biedenkopf – im Einzugsgebiet der Weser. Alle anderen Gemeinden des Kreises gehören zum Einzugsbereich der Lahn und ihres Nebenflusses Ohm und somit zu dem des Rheins.

### Nachbargemeinden
Neustadt grenzt im Norden an die Gemeinde Gilserberg, im Osten an die Stadt Schwalmstadt und die Gemeinde Willingshausen (alle drei im Schwalm-Eder-Kreis), im Südosten an die Gemeinde Antrifttal, im Süden an die Stadt Kirtorf (beide im Vogelsbergkreis), sowie im Westen an die Stadt Stadtallendorf (Landkreis Marburg-Biedenkopf).

### Gliederung
Zur Stadt gehören neben der Kernstadt Neustadt die Stadtteile Mengsberg, Momberg und Speckswinkel.

## Geschichte

### Ortsgeschichte
Neustadt wurde vermutlich um das Jahr 1250 von den Grafen von Nidda aus dem Haus Ziegenhain gegründet. 1270/71 ließ Graf Ludwig II. von Nidda dort eine Burg erbauen, die aber bereits 1273 vom Landgraf Heinrich I. von Hessen wieder zerstört wurde. Graf Ludwigs Sohn und Nachfolger Engelbert I. verkaufte am 12. März 1294 Burg, Stadt und Amt Neustadt an das Erzbistum Mainz, für 2.200 Mark kölnischer Pfennige. Neustadt lag nunmehr als mainzische Enklave inmitten von landgräflich-hessischem und gräflich-ziegenhainer Gebiet.
Während der Mainzer Stiftsfehde wurde Neustadt an den Landgrafen Heinrich III. von Oberhessen verpfändet, aber die Stadt verweigerte ihm den Zutritt und gab erst nach einer Belagerung auf. Mit dem Frieden von Zeilsheim, an dessen Zustandekommen der landgräfliche Hofmeister Hans von Dörnberg maßgeblich beteiligt war, kam Neustadt in den Besitz des Landgrafen von Oberhessen. Dieser verpfändete die Stadt 1477 an Hans von Dörnberg, der sich auf der Basis der alten Burg sein Schloss Dörnberg erbauen ließ. Nachdem Landgraf Wilhelm III. von Oberhessen bei einem Jagdunfall 1500 tödlich verunglückt war, wurde Oberhessen wieder mit Niederhessen vereinigt. Der beim niederhessischen Landgrafen Wilhelm II. verhasste Dörnberg flüchtete 1505 nach Friedberg, wo er 1506 im Alter von 79 Jahren starb. Er wurde von seinen Neffen beerbt. Die Herrschaft derer von Dörnberg über Neustadt endete 1549, als das Erzbistum Mainz die Verpfändung von 1464 wieder einlöste.
1802/03 kam die Stadt im Zuge des Reichsdeputationshauptschlusses zur Landgrafschaft Hessen-Kassel und wurde mit den anderen ehemals kurmainzischen Enklaven Fritzlar, Amöneburg und Naumburg im nominellen Fürstentum Fritzlar vereinigt. Von 1806 bis 1813 gehörte sie mit der gesamten Landgrafschaft Hessen-Kassel zum napoleonischen Vasallenkönigreich Westphalen und war Verwaltungssitz des Kantons Neustadt. Bis 1866 war Neustadt dann wieder Bestandteil von Hessen-Kassel bzw. Kurhessen, danach von Preußen. Bis 1943 bestand das Amtsgericht Neustadt (Hessen).
1933 lebten rund 120 Juden in Neustadt. Damit war die jüdische Gemeinde die zweitgrößte im damaligen Landkreis Marburg. Hiervon zeugt heute noch der jüdische Friedhof am Simmesberg zwischen Neustadt und Momberg.
Bei Neustadt befinden sich noch Reste der Burg Trugelrode aus dem 13. Jahrhundert und der Nellenburg.
In der näheren Umgebung befinden sich auch die wüst gefallenen Burgen Etzgerode, Forst und Waffensand sowie der sogenannte „Kirchenstumpf“ der wüsten Dorfstelle Volkershain.

### Hessische Gebietsreform
Am 1. Januar 1974 wurden im Zuge der Gebietsreform in Hessen kraft Landesgesetz, die bis dahin selbständigen Gemeinden Mengsberg, Momberg und Speckswinkel in die Stadt Neustadt eingegliedert. Für die ehemaligen Gemeinden wurden Ortsbezirke errichtet.

## Politik

### Stadtverordnetenversammlung
Die Kommunalwahl am 14. März 2021 lieferte folgendes Ergebnis, in Vergleich gesetzt zu früheren Kommunalwahlen:
| Sitzverteilung in der Stadtverordnetenversammlung 2021Insgesamt 23 Sitze - SPD: 7 - FWG: 4 - CDU: 12 | Parteien und Wählergemeinschaften | Parteien und Wählergemeinschaften           | 2021  | 2021  | 2016  | 2016  | 2011  | 2011  | 2006  | 2006  | 2001  | 2001  |
| Sitzverteilung in der Stadtverordnetenversammlung 2021Insgesamt 23 Sitze - SPD: 7 - FWG: 4 - CDU: 12 | Parteien und Wählergemeinschaften | Parteien und Wählergemeinschaften           | %     | Sitze | %     | Sitze | %     | Sitze | %     | Sitze | %     | Sitze |
| Sitzverteilung in der Stadtverordnetenversammlung 2021Insgesamt 23 Sitze - SPD: 7 - FWG: 4 - CDU: 12 | CDU                               | Christlich Demokratische Union Deutschlands | 51,9  | 12    | 48,4  | 11    | 49,9  | 12    | 59,9  | 15    | 57,1  | 18    |
| Sitzverteilung in der Stadtverordnetenversammlung 2021Insgesamt 23 Sitze - SPD: 7 - FWG: 4 - CDU: 12 | SPD                               | Sozialdemokratische Partei Deutschlands     | 30,2  | 7     | 34,4  | 9     | 42,0  | 11    | 27,6  | 7     | 28,2  | 9     |
| Sitzverteilung in der Stadtverordnetenversammlung 2021Insgesamt 23 Sitze - SPD: 7 - FWG: 4 - CDU: 12 | FWG                               | Freie Wähler Gemeinschaft                   | 17,9  | 4     | 17,2  | 4     | 8,1   | 2     | 6,4   | 2     | 6,2   | 2     |
| Sitzverteilung in der Stadtverordnetenversammlung 2021Insgesamt 23 Sitze - SPD: 7 - FWG: 4 - CDU: 12 | REP                               | Die Republikaner                            | —     | —     | —     | —     | —     | —     | 6,1   | 1     | 8,5   | 2     |
| Sitzverteilung in der Stadtverordnetenversammlung 2021Insgesamt 23 Sitze - SPD: 7 - FWG: 4 - CDU: 12 | Gesamt                            | Gesamt                                      | 100,0 | 23    | 100,0 | 25    | 100,0 | 25    | 100,0 | 25    | 100,0 | 31    |
| Sitzverteilung in der Stadtverordnetenversammlung 2021Insgesamt 23 Sitze - SPD: 7 - FWG: 4 - CDU: 12 | Ungültige Stimmen in %            | Ungültige Stimmen in %                      | 2,3   | —     | 4,0   | —     | 3,8   | —     | 2,9   | —     | 2,3   | —     |
| Sitzverteilung in der Stadtverordnetenversammlung 2021Insgesamt 23 Sitze - SPD: 7 - FWG: 4 - CDU: 12 | Wahlbeteiligung in %              | Wahlbeteiligung in %                        | 50,0  | 50,0  | 48,3  | 48,3  | 45,1  | 45,1  | 48,3  | 48,3  | 56,9  | 56,9  |

### Bürgermeister
Nach der hessischen Kommunalverfassung wird der Bürgermeister für eine sechsjährige Amtszeit gewählt, seit dem Jahr 1993 in einer Direktwahl, und ist Vorsitzender des Magistrats, dem in der Stadt Neustadt (Hessen) neben dem Bürgermeister ehrenamtlich ein Erster Stadtrat und acht weitere Stadträte angehören. Bürgermeister ist seit dem 1. Juli 2007 Thomas Groll (CDU). Er wurde als Nachfolger von Manfred Hoim (CDU), der nach drei Amtszeiten nicht wieder kandidiert hatte, am 29. Januar 2007 im ersten Wahlgang bei 70,32 Prozent Wahlbeteiligung mit 52,07 Prozent der Stimmen gewählt. Es folgten drei Wiederwahlen, zuletzt im Januar 2025.
Amtszeiten der Bürgermeister
- 2007–2031 Thomas Groll (CDU)[13]
- 1989–2007 Manfred Hoim (CDU)[14]
- 1972–1989 Fritz Mütze (SPD)[17]

### Wappen
| Wappen von Neustadt | Blasonierung: „In Rot auf stehendem, golden gezäumtem silbernen Roß der golden nimbierte, blau gerüstete hl. Martin, der mit silbernem Schwert ein Stück des goldenen Mantels dem auf grünem Boden knienden, linksgewendeten Bettler zuteilt; im Obereck ein sechsspeichiges silbernes Rad.“                                                                         |
| Wappen von Neustadt | Wappenbegründung: Das Wappen der Stadt Neustadt (Hessen) stellt seit dem 15. Jahrhundert den heiligen Martinus auf silbernem Ross dar, der als Kriegsmann mit seinem Schwert ein Stück des Mantels dem auf dem Boden knienden Bettler zuteilt. Das sechsspeichige silberne Rad im linken Obereck deutet auf die Zugehörigkeit Neustadts zum Kurfürstentum Mainz hin. |

### Flagge
Die Stadtflagge ist in dieser Form seit mehreren Jahrzehnten in Verwendung. Vermutlich wurde die Flagge bereits vor 1946 in dieser Form geführt.
Hiss- und Bannerflagge zeigen das Stadtwappen auf einer rot-weißen Flaggenbahn. Außerdem führt die Stadt führt auch eine Variation der Bannerflagge mit Wappen und Schriftzug „Neustadt“ im Bannerhaupt.

### Städtepartnerschaften

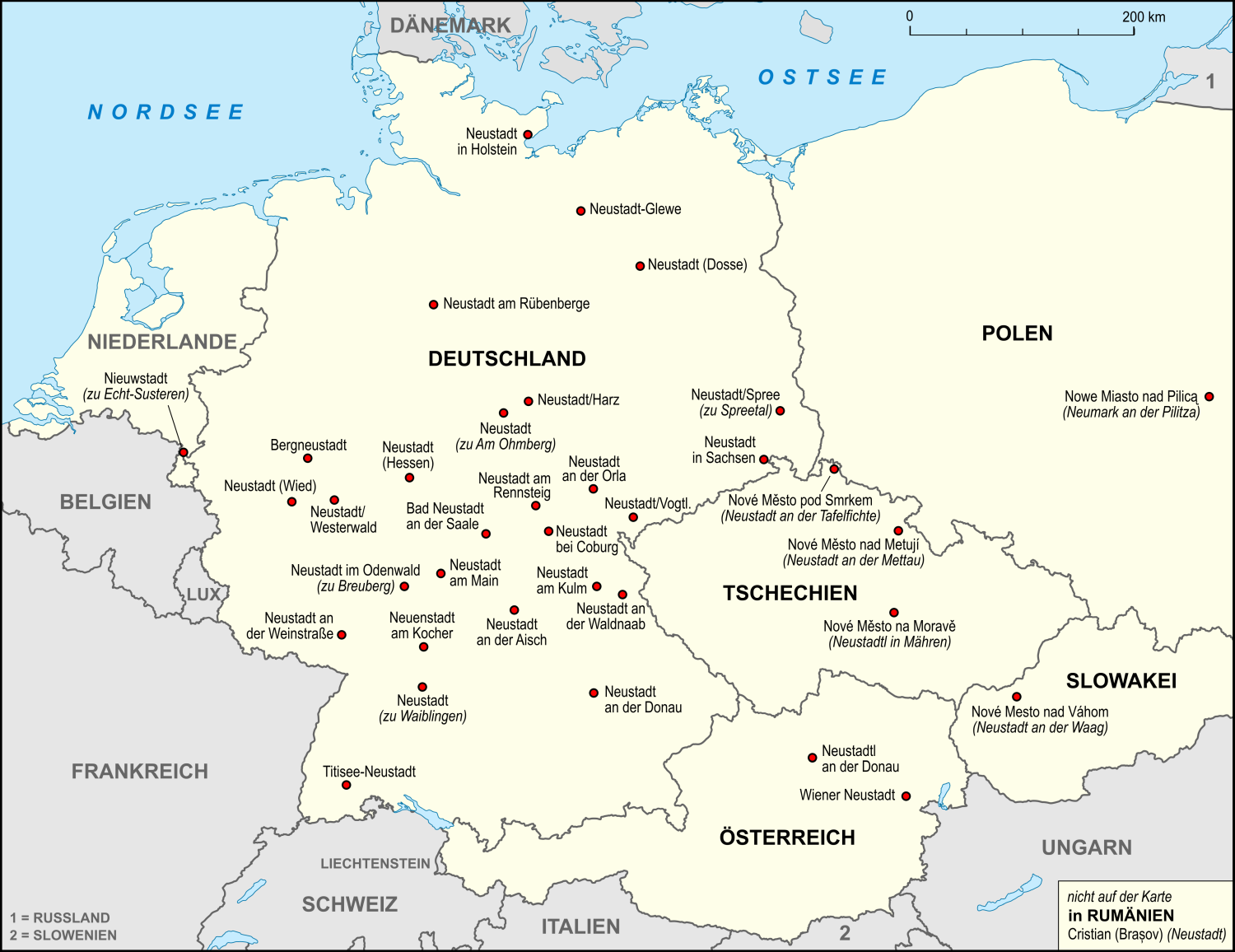
Arbeitsgemeinschaft Neustadt in Europa

Die Stadt ist Mitglied der europäischen Arbeitsgemeinschaft Neustadt in Europa, der 36 Städte und Gemeinden mit dem Namen Neustadt in sieben europäischen Staaten (Deutschland, Österreich, Tschechische Republik, Slowakei, Polen, Rumänien und Niederlande) angehören.

## Kultur und Sehenswürdigkeiten

### Bauwerke
Hier steht mit einer Gesamthöhe von über 50 m und einem Durchmesser von rund 13 m der größte Fachwerkrundbau der Welt, der Junker-Hansen-Turm. Er ist ein eigentlich als Turm der Stadtmauer gebautes Befestigungswerk, das 1480 vom Festungsbaumeister Hans Jakob von Ettlingen über den 1470 abgebrochenen Resten der alten Burg erbaut, dann jedoch als Wohnturm vollendet und in die Anlage des Schlosses Dörnberg integriert worden ist. Das alte Rathaus entstand in den 1550er Jahren.

## Öffentliche Einrichtungen
In Neustadt befindet sich das Personenstandsarchiv Hessen des Hessischen Staatsarchivs Marburg.

## Verkehr

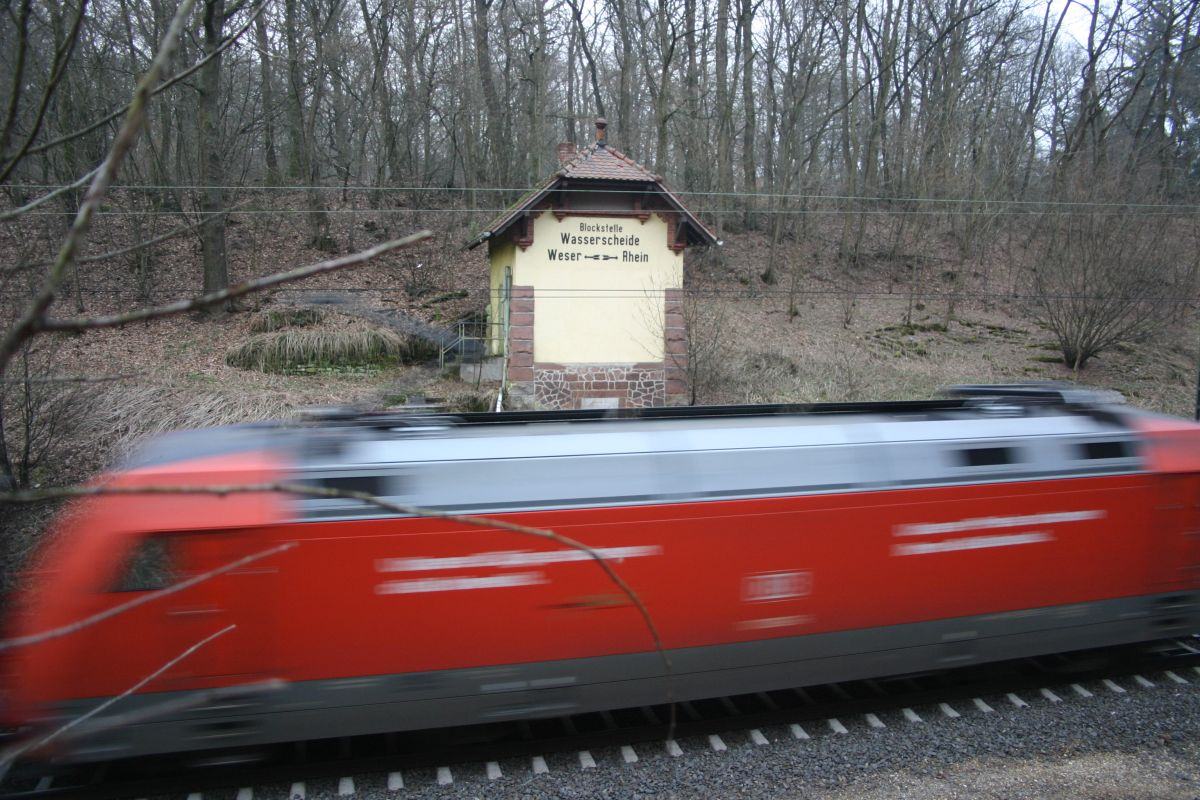
Hinweis auf die Wasserscheide am Wärterhaus der Blockstelle

Neustadt ist seit März 2025 unmittelbar an die Bundesautobahn 49 angeschlossen.
Durch Neustadt verläuft die Bundesstraße 454. Im Neustädter Sattel markiert an der Bundesstraße ein Stein die Rhein-Weser-Wasserscheide.
Der Bahnhof Neustadt (Kr Marburg) liegt an der Main-Weser-Bahn. Sein Empfangsgebäude stammt von Julius Eugen Ruhl. Der Bahnhof ist der letzte zum Rhein-Main-Verkehrsverbund RMV gehörende Haltepunkt. Ab Schwalmstadt beginnt der Nordhessische Verkehrsverbund NVV. Am Neustädter Sattel befindet sich in Richtung Stadtallendorf an der Bahnstrecke eine ehemalige Blockstelle mit einem Hinweis auf die hier verlaufende Wasserscheide zwischen Rhein und Weser.

## Persönlichkeiten

### In Neustadt (Hessen) geborene Persönlichkeiten
- Hugo Leopold Georg Valentin Freiherr von Nordeck zur Rabenau (1755–1832), königlich-kaiserlicher Hauptmann, Gutsbesitzer auf Rüddingshausen (Landkreis Gießen) und Neustadt (Hessen) und Mitherr auf der Mittelburg zu Rabenau
- Wilhelm Johannes Friedrich Carl Freiherr von Nordeck zur Rabenau (1798–1862), Forstmeister und Abgeordneter der 2. Kammer der Landstände des Großherzogtums Hessen in Darmstadt
- Carl Braun (1831–1907), Jesuit und Astronom
- Wilhelm Linker (1868–1963), Ehrenbürger, Bürgermeister und Abgeordneter
- Siegfried Ruhl (1870–1962), hessischer Landtagsabgeordneter (CDU)
- Ludwig Maria Florian (1900–1973), Verwaltungsbeamter und Kommunalpolitiker (CDU)

### Persönlichkeiten, die in Neustadt (Hessen) gelebt oder gewirkt haben
- Franz von Roques (1826–1887), Metropolitan, Pfarrer (u. a. in Neustadt (Hessen)) und Pionier der Diakonie in Kurhessen

## Bildergalerie

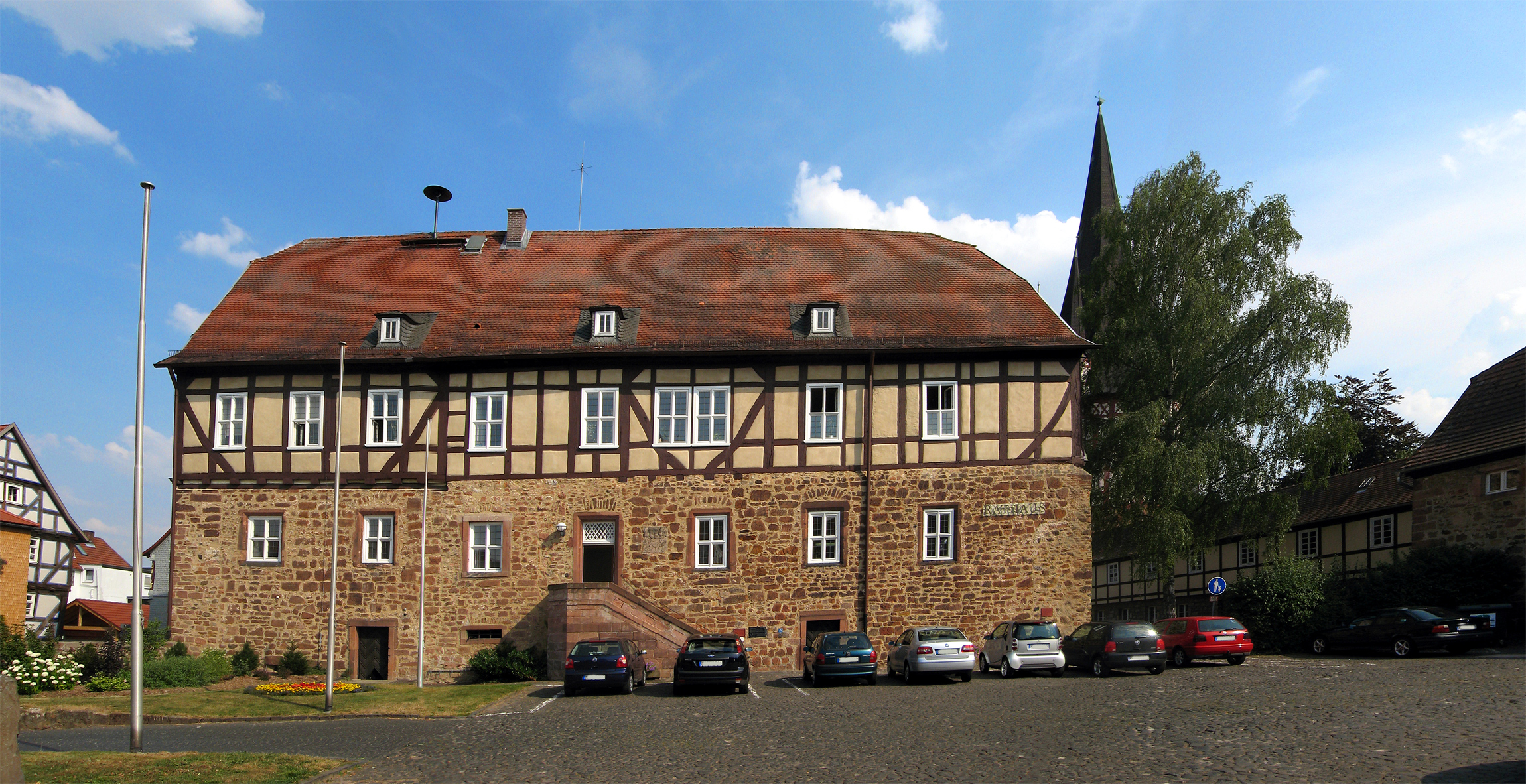
Hauptgebäude des Schlosses Dörnberg – seit 1952 Rathaus
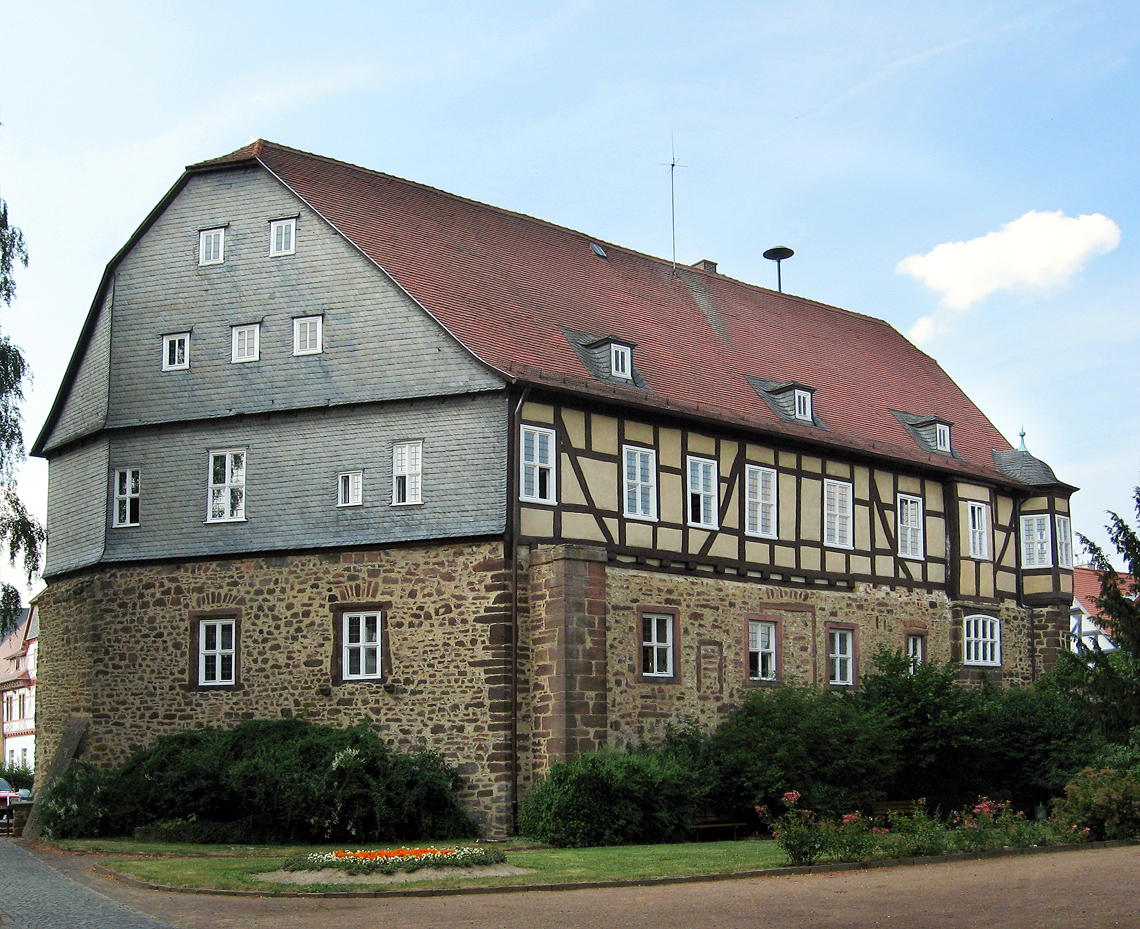
Rückseite des Rathauses
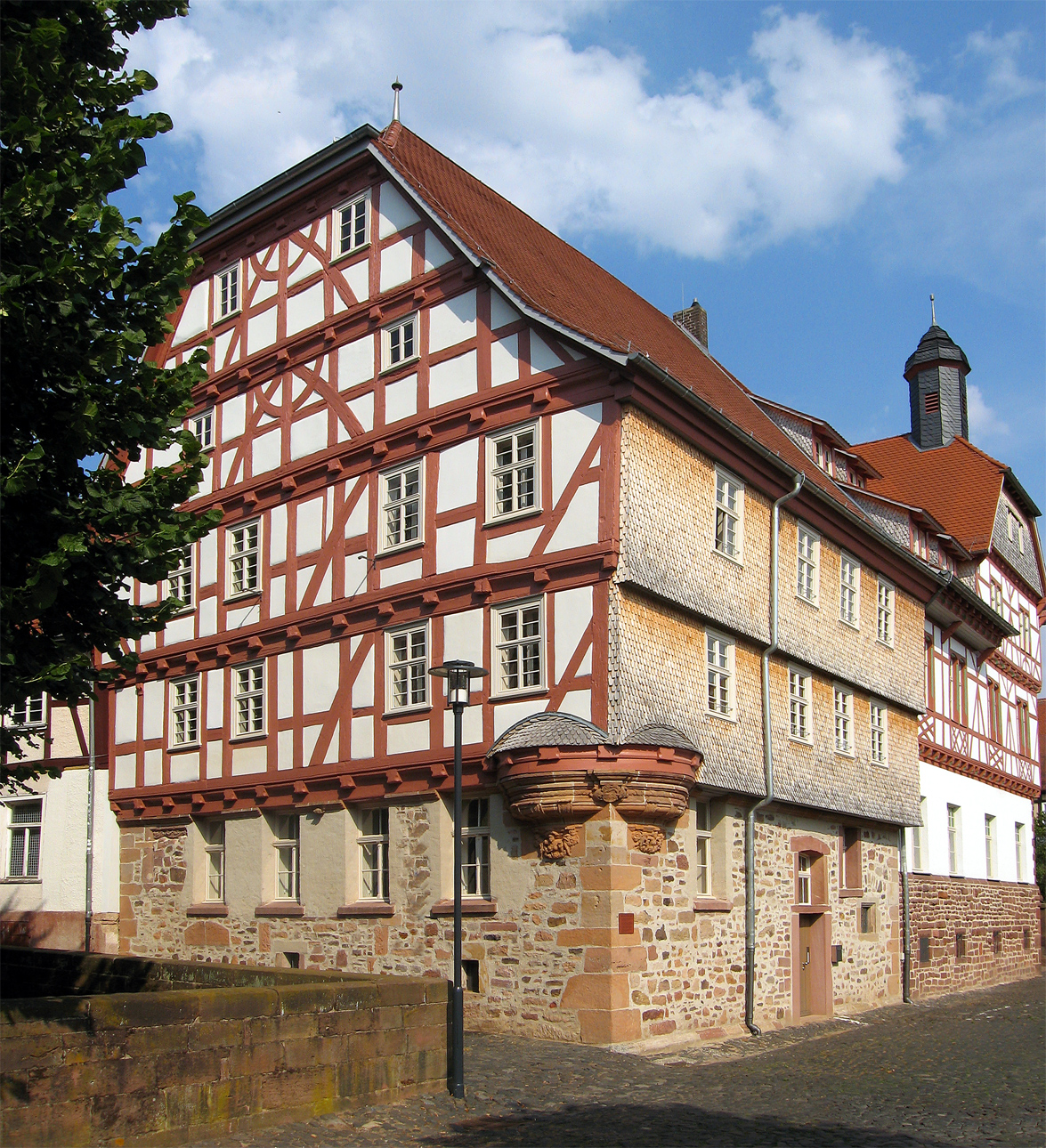
Stadthaus der Vincentinerinnen
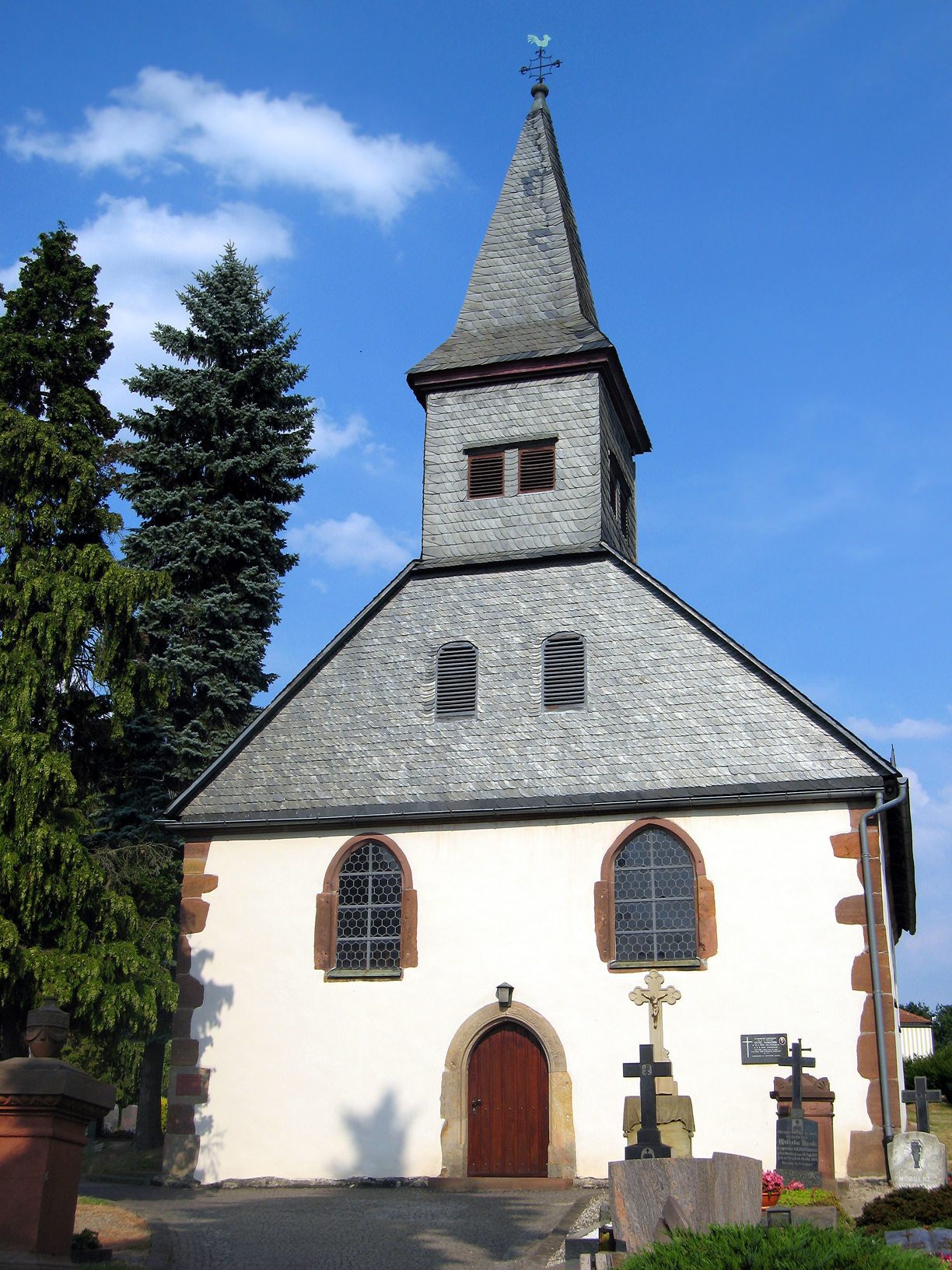
Friedhofskapelle
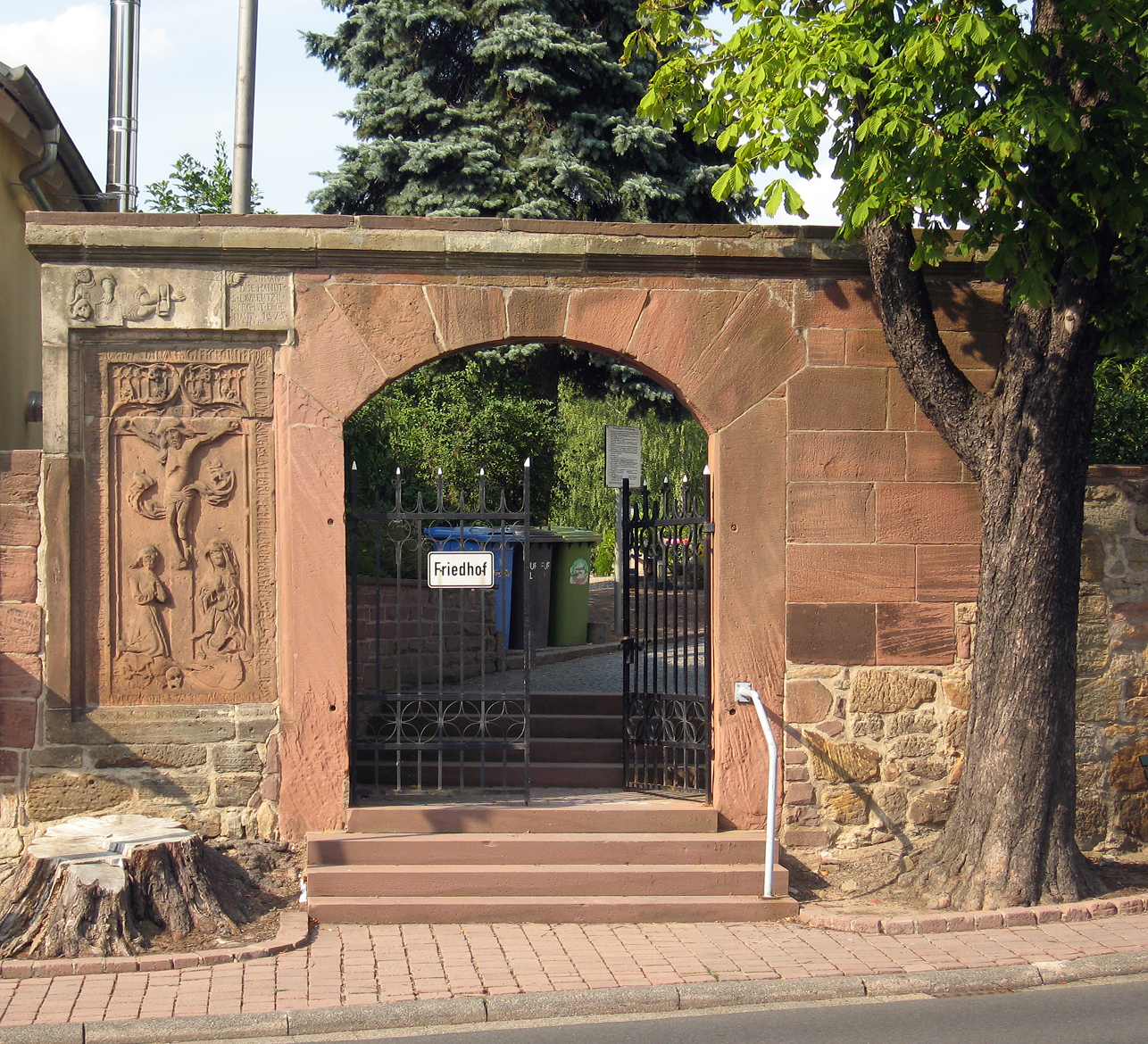
Eingang zum Friedhof
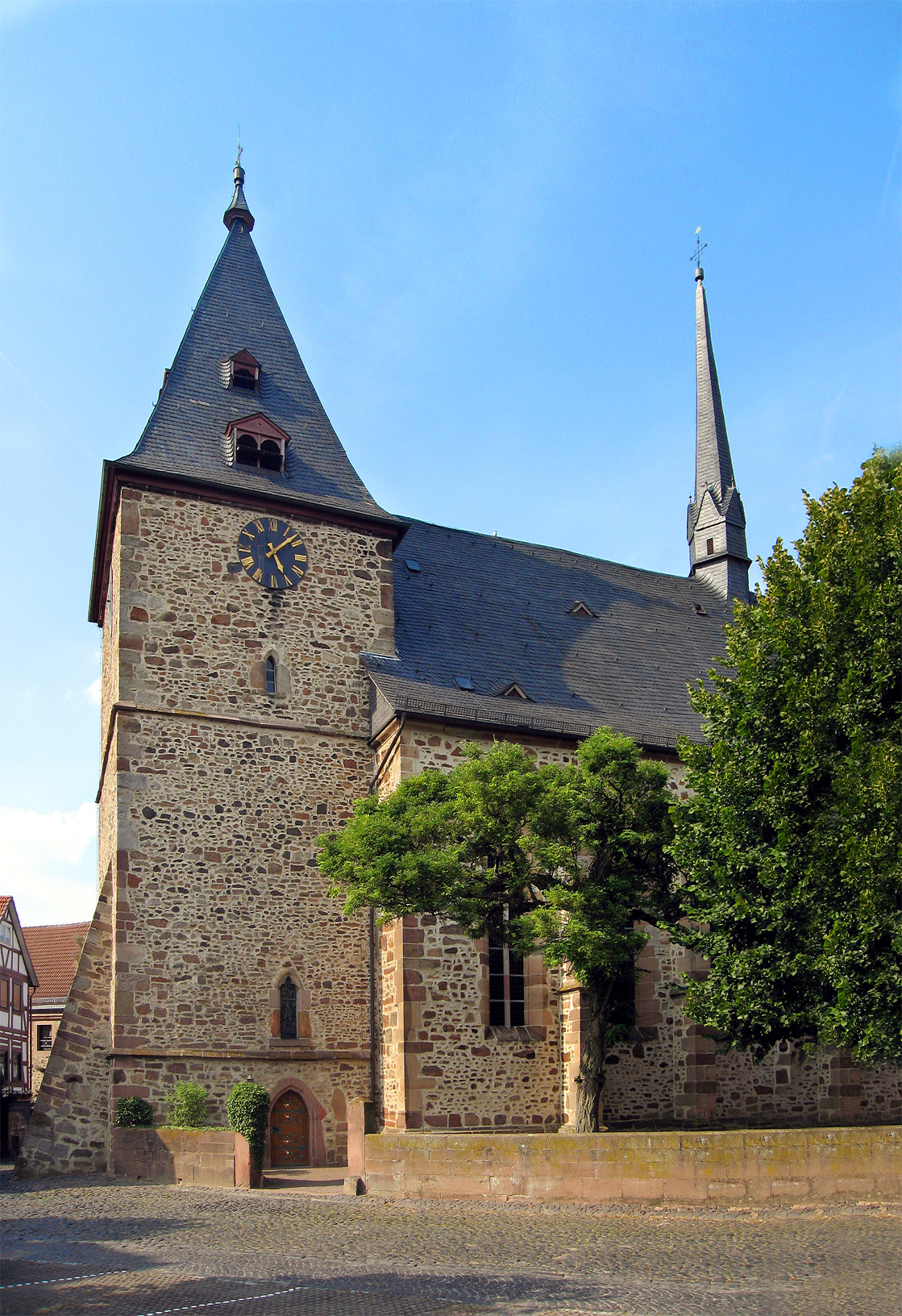
Katholische Stadtkirche
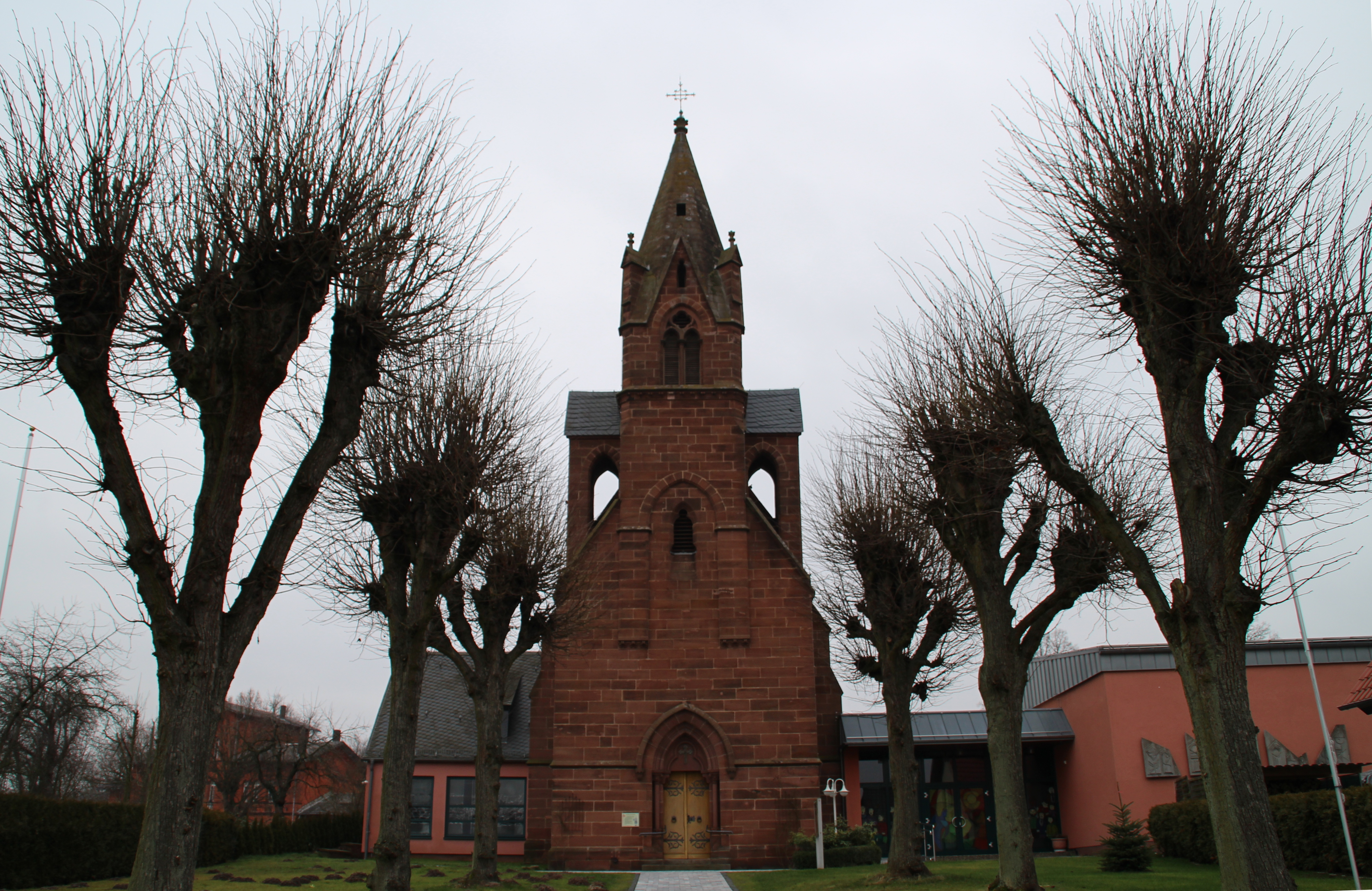
Evangelische Kirche
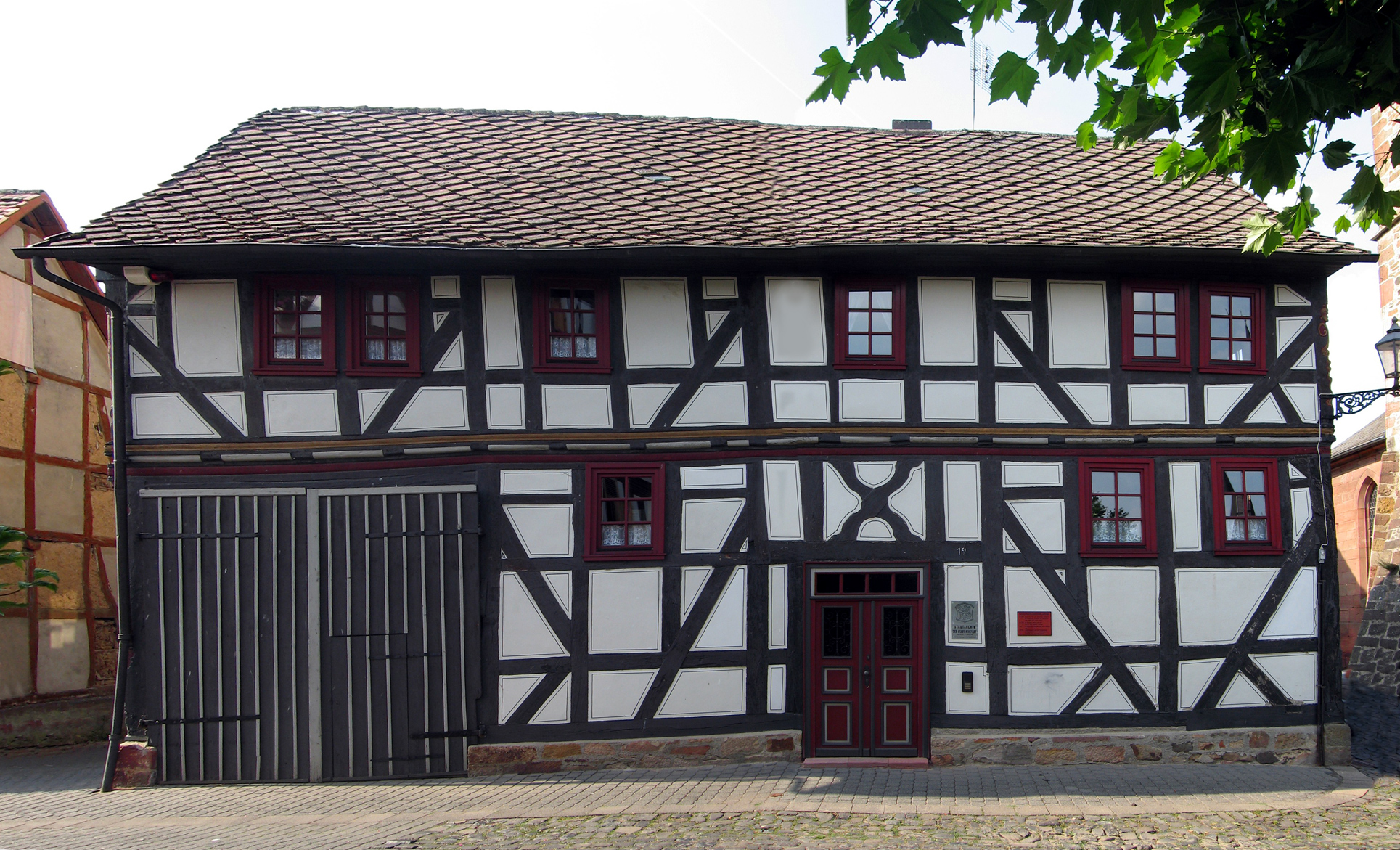
Altes hessisches Tennenhaus (um 1700); heute Stadtarchiv